# Borowne
Borowne (ukrainisch Боровне; russisch Боровно/Borowno, polnisch Borowno) ist ein Dorf in der Westukraine in der Oblast Wolyn, Rajon Kamin-Kaschyrskyj etwa 26 Kilometer südöstlich des Rajonshauptortes Kamin-Kaschyrskyj und 85 Kilometer nördlich der Oblasthauptstadt Luzk am Stochid gelegen.
Am 12. Juni 2020 wurde das Dorf ein Teil neu gegründeten Stadtgemeinde Kamin-Kaschyrskyj; bis dahin war es seit dem 7. August 2018 ein Teil der neugegründeten Landgemeinde Huta-Borowenska (Гуто-Боровенська сільська громада Huto-Borowenska silska hromada), vorher bildete das Dorf zusammen mit den Dörfern Nadritschne (Надрічне) und Schyniwka (Житнівка) die gleichnamige Landratsgemeinde Borowne (Боровненська сільська рада/Borownenska silska rada) im Südosten des Rajons Kamin-Kaschyrskyj.

## Geschichte
Der Ort wurde 1545 zum ersten Mal schriftlich erwähnt und gehörte bis 1793 in der Woiwodschaft Wolhynien zur Adelsrepublik Polen-Litauen. Mit den Teilungen Polens fiel der Ort an das Russische Reich und lag bis zum Ende des Ersten Weltkriegs im Gouvernement Wolhynien.
Nach dem Ersten Weltkrieg kam der Ort 1921 zu Polen (als Hauptort der Gmina Borowno im Powiat Kamień Koszyrski, Woiwodschaft Polesien), zu Beginn des Zweiten Weltkriegs wurde er zwischen 1939 und 1941 von der Sowjetunion besetzt. Nach dem Überfall auf die Sowjetunion im Juni 1941 wurde er dann bis 1944 von Deutschland besetzt, dies gliederte den Ort in das Reichskommissariat Ukraine in den Generalbezirk Brest-Litowsk/Wolhynien-Podolien, Kreisgebiet Kamen Kaschirsk.
Nach dem Krieg wurde der Ort der Sowjetunion zugeschlagen. Dort kam das Dorf zur Ukrainischen SSR und seit 1991 ist es ein Teil der heutigen Ukraine.